# Minería de procesos
Minería de procesos es una técnica de administración de procesos que permite analizar los procesos de negocios de acuerdo con un registro de eventos. A través de esta actividad se desea extraer conocimiento desde los registros de evento de los procesos almacenados por los sistemas. Este conocimiento implica lograr realizar la traza de los procesos en estudio, incluyendo información de los actores que lo realizan, los tiempos involucrados, entre otras cosas. Uno de los objetivos es llevar el control de los procesos, pero además tiene como objetivo permitir el descubrimiento de procesos, controles, información y estructuras organizacionales partiendo de la base de los registros de eventos.

## Descripción
La Minería de Procesos es utilizada generalmente cuando no existe una descripción formal de los procesos, o cuando la información existente es de mala calidad. Por ejemplo, el registro de atención de un paciente en un hospital puede ser analizado a través de la Minería de Procesos para descubrir modelos que describan el flujo del paciente. Por otro lado, también pueden utilizarse los registros de eventos para compararlos con modelos probabilísticos para contrastar la realidad con el modelo propuesto. 
Siendo el descubrimiento de modelos de proceso una etapa inicial, el paso siguiente de la Minería de Procesos es lograr una mejora en los procesos estudiados mediante la detección de cuellos de botella en el proceso, mejores rutas para cumplir con el mismo propósito, detección temprana de congestión, entre otras cosas. 
Las tendencias actuales en gestión como el BAM (Business Activity Monitoring), BOM (Business Operations Management), BPI (Business Process Intelligence) muestran el interés en soportar la funcionalidad de diagnóstico en el contexto de la tecnología de Business Process Management (ej., Flujos de trabajos y otros sistemas centrados en la información).

## Aplicación
De acuerdo a fuentes relevantes, la Minería de Procesos sigue las posibilidades conocidas de la ingeniería de procesos de negocios y además aporta al modelado de procesos de negocios:
- Análisis de procesos filtra, ordena y comprime los archivos de registros para facilitar las conexiones entre la operación de los procesos.
- Diseño de procesos puede ser mantenido gracias a la información almacenada en los registros de eventos. Esto permite determinar cual es el modelo de procesos utilizado de manera empírica.
- Validación de procesos utiliza los resultados de la minería de procesos, basado en los registros de eventos. para gatillar alguna operación.

Si bien es cierto que la minería de procesos no fue pensada inicialmente para ello, recientemente está aumentando el interés en las potenciales aplicaciones en la práctica clínica. Tanto es así que existen grupos de investigación que trabajan directamente en nuevos desarrollos en este ámbito.

## Software para la Minería de procesos
Una aplicación para la evaluación de algoritmos de minería de procesos ha sido desarrollada por la Universidad Técnica de Eindhoven por Wil van der Aalst y otros colaboradores, estando esta herramienta disponible como software libre ampliable con módulos externos:
- Process Mining[5]
- ProM Framework[6]
- ProM Import Framework[7]

La funcionalidad de la Minería de procesos también es ofrecida por las siguientes empresas:
- LANA Process Mining Discovery[9] de Lana Labs[10] es una plataforma de minería de procesos e inteligencia Eepresarial ofrece descubrimiento de procesos y mejora de modelos.
- LANA Process Mining Conformance Checking[11] de Lana Labs[10] es una plataforma de minería de procesos e inteligencia Empresarial ofrece verificación de conformidad y mejora de modelos.
- Futura Reflect,[12] una suite de Minería de procesos e Inteligencia Empresarial desarrollada por Futura Technology
- Interstage Automated Process Discovery,[13] un servicio de Minería de procesos ofrecido por Fujitsu, Ltd. como parte de la Interstage Integration Middleware Suite.
- MPM ProcessMining[14] es una herramienta de Minería de procesos ofrecida por Mehrwerk AG y basada en la plataforma de Qlik (Inteligencia Empresarial).[15]
- BPMone,[16] ofrece tanto la funcionalidad más básica de Minería de procesos, como niveles más avanzados como parte de la Pallas Athena BPMone software suite.
- Disco[17] es una aplicación completa de minería de procesos hecha por Fluxicon.[18]
- ARIS Process Performance Manager,[19] a una plataforma de Minería de procesos e Inteligencia Empresarial ofrecida por Software AG como parte de su Process Intelligence Solution.
- QPR Process Analyzer,[20] una herramienta para Automated Business Process Discovery, y QPR Process Analysis,[21] un servicio basado en las citas, ofrecido por QPR Software Plc[22]
- Celonis Discovery,[23] plataforma de Minería de procesos e Inteligencia Empresarial para sistemas ERP como SAP u Oracle.
- Celonis Orchestra,[24] una plataforma de Minería de procesos e Inteligencia Empresarial para Servicios de Administración TI como BMC Remdy o HP Service Manager
- PAFnow Process Mining,[25] es una herramienta de minería de procesos implementada en la plataforma de BI líder del mercado;[26] Microsoft Power BI, que combina lo mejor de la inteligencia empresarial, la inteligencia de procesos y la inteligencia artificial en una sola solución.
- InVerbis,[27] es una plataforma de minería de procesos desarrollada en CiTIUS, el centro de investigación en tecnologías inteligentes de la Universidad de Santiago de Compostela.

## Enlaces relacionados
- Gestión de procesos de negocio
- Flujo de trabajo
- Minería de datos
- Ingeniería de Negocios

## Otras lecturas
- Aalst, W. van der (2011). Process Mining: Discovery, Conformance and Enhancement of Business Processes. Springer Verlag, Berlín (ISBN 978-3-642-19344-6).
- Aalst, W. van der, Dongen, B. van, Herbst, J., Maruster, L., Schimm, G., & Weijters, A. (2003). Workflow Mining: A Survey of Issues and Approaches. Data and Knowledge Engineering, 47 (2), 237–267.
- Aalst, W. van der, Reijers, H., & Song, M. (2005). Discovering Social Networks from Event Logs. Computer Supported Cooperative work, 14 (6), 549–593.
- Jans, M., van der Werf, J.M., Lybaert, N., Vanhoof, K. (2011) A business process mining application for internal transaction fraud mitigation, Expert Systems with Applications, 38 (10), 13351–13359
- Dongen, B. van, Medeiros, A., Verbeek, H., Weijters, A., & Aalst, W. van der (2005). The ProM framework: A New Era in Process Mining Tool Support. In G. Ciardo & P. Darondeau (Eds.), Application and Theory of Petri Nets 2005 (Vol. 3536, pp. 444–454). Springer-Verlag, Berlín.
- Dumas, M., Aalst, W. van der, & Hofstede, A. ter (2005). Process-Aware Information Systems: Bridging People and Software through Process Technology. Wiley & Sons.
- Grigori, D., Casati, F., Castellanos, M., Dayal, U., Sayal, M., & Shan, M. (2004). Business Process Intelligence. Computers in Industry, 53 (3), 321–343.
- Grigori, D., Casati, F., Dayal, U., & Shan, M. (2001). Improving Business Process Quality through Exception Understanding, Prediction, and Prevention. In P. Apers, P. Atzeni, S. Ceri, S. Paraboschi, K. Ramamohanarao, & R. Snodgrass (Eds.), Proceedings of 27th international conference on Very Large Data Bases (VLDB’01) (pp. 159–168). Morgan Kaufmann.
- IDS Scheer. (2002). ARIS Process Performance Manager (ARIS PPM): Measure, Analyze and Optimize Your Business Process Performance (whitepaper).
- Ingvaldsen, J.E., & J.A. Gulla. (2006). Model Based Business Process Mining. Journal of Information Systems Management, Vol. 23, No. 1, Special Issue on Business Intelligence, Auerbach Publications
- zur Muehlen, M. (2004). Workflow-based Process Controlling: Foundation, Design and Application of workflow-driven Process Information Systems. Logos, Berlín.
- zur Muehlen, M., & Rosemann, M. (2000). Workflow-based Process Monitoring and Controlling – Technical and Organizational Issues. In R. Sprague (Ed.), Proceedings of the 33rd Hawaii international conference on system science (HICSS-33) (pp. 1–10). IEEE Computer Society Press, Los Alamitos, California.
- Rozinat, A., & Aalst, W. van der (2006b). Decision Mining in ProM. In S. Dustdar, J. Faideiro, & A. Sheth (Eds.), International Conference on Business Process Management (BPM 2006) (Vol. 4102, pp. 420–425). Springer-Verlag, Berlín.
- Sayal, M., Casati, F., Dayal, U., & Shan, M. (2002). Business Process Cockpit. In Proceedings of 28th international conference on very large data bases (VLDB’02) (pp. 880–883). Morgan Kaufmann.
- Huser V, Starren JB, EHR Data Pre-processing Facilitating Process Mining: an Application to Chronic Kidney Disease. AMIA Annu Symp Proc 2009 link